# Draga (Chorwacja)
Draga – wieś w Chorwacji, w żupanii pożedzko-slawońskiej, w gminie Velika. W 2011 roku liczyła 275 mieszkańców.